# Лазарь (Гуркин)
Епи́скоп Ла́зарь (в миру Александр Николаевич Гуркин; род. 13 марта 1969, Старое Дракино, Мордовская АССР) — архиерей Эстонской православной церкви, епископ Нарвский и Причудский (с 2011), член Межсоборного присутствия Русской православной церкви (с 2009).

## Биография
Родился 13 марта 1969 года в селе Старое Дракино Ковылкинского района Мордовской АССР в семье служащего. После окончания школы получил гражданскую специальность. С 1987 по 1989 год служил в рядах Советской армии.
После службы в армии служил алтарником у схиигумена Иеронима (Верендякина) (1932—2001) в Никольском храме села Колопино Краснослободского района.
27 марта 1991 года по благословению епископа Саранского и Мордовского Варсонофия был пострижен в мантию в честь праведного Лазаря Четверодневного. 30 марта 1991 года был хиротонисан во иеродиакона, а 4 апреля 1991 года — во иеромонаха после чего занял священническое место своего учителя, удалившегося в Санаксарский монастырь.
С 1991 по 1992 год исполнял обязанности келаря и эконома Санаксарского монастыря.
С 1992 по 1993 год был настоятелем прихода в честь иконы Божией Матери «Достойно есть» в родном селе Старое Дракино Мордовской епархии. Одновременно служил в церквях села Казённый Майдан Ковылкинского района и Спасо-Преображенском мужском монастыре посёлка Учхоз Краснослободского района.
С февраля 1993 год исполнял обязанности благочинного восьмого округа Саранской и Мордовской епархии.
16 декабря 1993 года назначен во вновь открывшийся Свято-Троицкий Чуфаровский мужской монастырь, находившийся в состоянии полного разорения.
В апреле 1994 года возведён в сан игумена. До 2000 года являлся одновременно благочинным Чамзинского района, совмещая две сложных церковных должности.
В декабре 2000 года переведён в город Саранск в качестве наместника Иоанно-Богословского Макаровского мужского монастыря и одновременно назначен секретарём Саранского епархиального управления. Председатель отдела по благотворительности и социальному служению Саранской епархии.
В 2001 году окончил Самарскую духовную семинарию, в 2005 году — Московскую духовную академию. Работал над кандидатской диссертацией «Монастыри Мордовского края XVII—XX веков».
4 марта 2007 года архиепископом Саранским и Мордовским Варсонофием возведён в достоинство архимандрита.

### Архиерейство
27 мая 2009 года решением Священного синода Русской православной церкви избран для рукоположения в сан епископа Нарвского, викария Таллинской митрополии.
20 июля того же года в Богоявленском соборе города Москвы Патриарх Московский и всея Руси Кирилл возглавил чин наречения архимандрита Лазаря во епископа Нарвского, викария Таллинской епархии.
21 июля 2009 года в кафедральном соборном Храме Христа Спасителя в Москве состоялась его архиерейская хиротония, которую совершили: Патриарх Кирилл, митрополит Крутицкий и Коломенский Ювеналий (Поярков), митрополит Таллинский и всея Эстонии Корнилий (Якобс), исполняющий обязанности управляющего делами Московской Патриархии архиепископ Саранский и Мордовский Варсонофий (Судаков), архиепископ Волоколамский Иларион (Алфеев), архиепископ Симбирский и Мелекесский Прокл (Хазов), архиепископ Истринский Арсений (Епифанов), архиепископ Тираспольский и Дубоссарский Юстиниан (Овчинников), архиепископ Сергиево-Посадский Феогност (Гузиков), епископ Аркадий (Афонин), епископ Серафим (Зализницкий), епископ Зарайский Меркурий (Иванов), епископ Люберецкий Вениамин (Зарицкий), епископ Егорьевский Марк (Головков), епископ Гатчинский Амвросий (Ермаков), епископ Бронницкий Игнатий (Пунин), епископ Даугавпилсский Александр (Матрёнин), епископ Сурожский Елисей (Ганаба), епископ Солнечногорский Сергий (Чашин), епископ Подольский Тихон (Зайцев).
27 июля 2009 года решением Священного синода РПЦ включён в состав Межсоборного присутствия Русской православной церкви.
30 мая 2011 года решением Священного синода РПЦ назначен епископом Нарвским и Причудским.
16 апреля 2016 года решением Священного синода Русской православной церкви включён в состав делегации Русской православной церкви для участия в Всеправославном Соборе, однако 13 июня того же года Русская православная церковь отказалась от участия в соборе.
19 апреля 2018 года после кончины митрополита Таллинского и всея Эстонии Корнилия, согласно уставу стал временно управляющим Эстонскою православной церковью как старейший по хиротонии архиерей ЭПЦ МП. 5 мая того же года на заседании Синода Эстонской Церкви его имя было оглашено в числе кандидатов на должность предстоятеля Церкви. 14 мая был утверждён в качестве кандидата на Таллинскую кафедру Священным Синодом Русской православной церкви, однако 29 мая 2018 года собором Эстонской православной церкви Московского патриархата её предстоятелем был избран архиепископ Евгений (Решетников).

## Награды
- Орден священномученика Исидора Юрьевского III степени (Эстонская Православная Церковь) (2011)[11]
- высшая уездная награда Ида-Вирумаа, которая была вручена уездным старейшиной Андрес Ноормяги в городе Йыхви, Эстония (23 июня 2014)[12]
- Орден священномученика Исидора Юрьевского II степени (Эстонская Православная Церковь) (2015)[13]
- Орден Преподобного Сергия Радонежского III степени (2019)[14]
- Орден преподобноисповедника Севастиана Карагандинского (Казахстанский митрополичий округ, 2019)
- Медаль святого первоверховного апостола Петра I степени[15]
- Орден во имя священномученика Сергия Раквереского III степени (Эстонская Православная Церковь) (2019)[15]
- Патриаршая грамота (2021)[16]